# Fokker 100

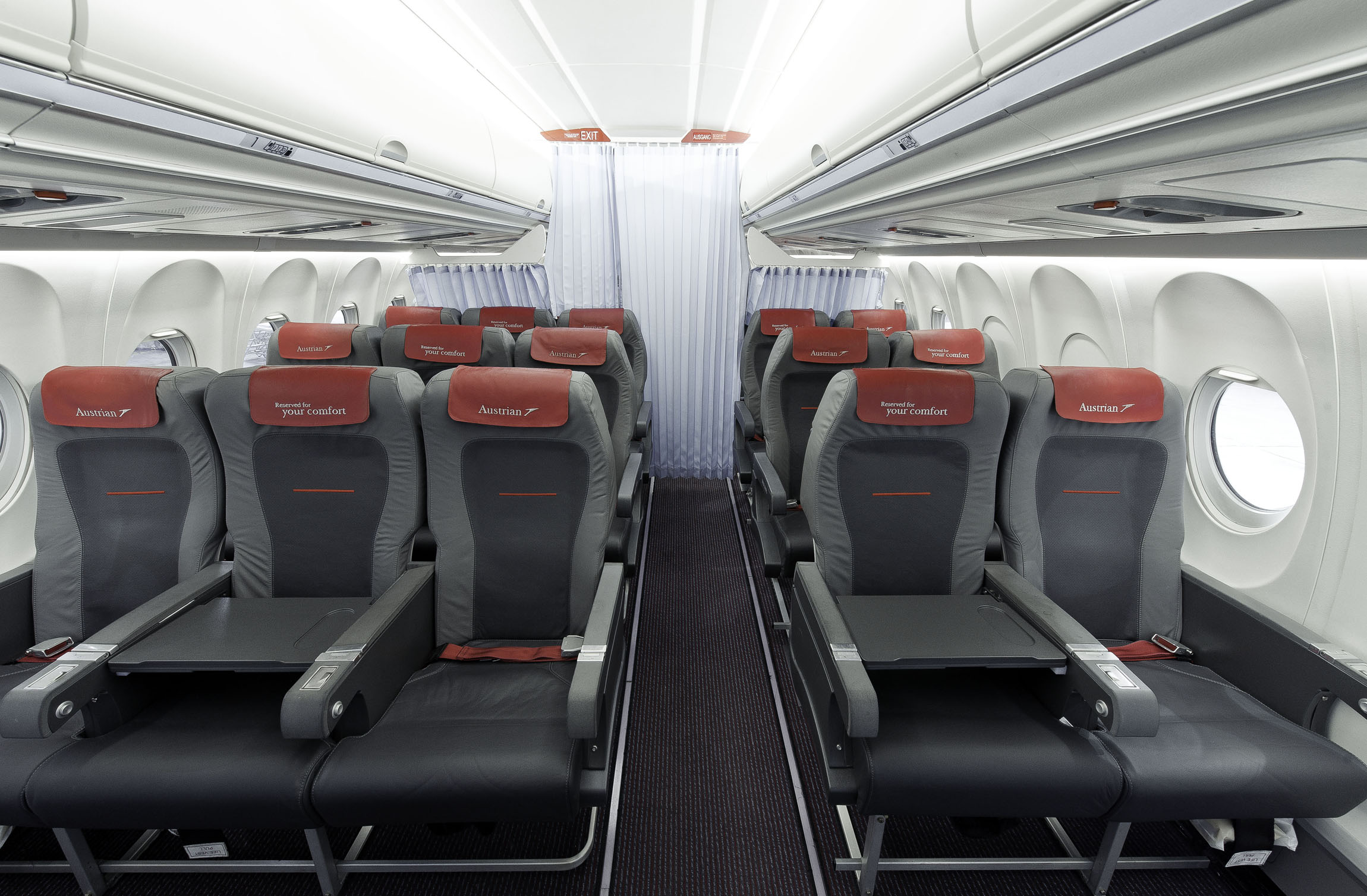
Cabina eurobusiness de un Fokker 100 de Austrian Airlines

El Fokker 100 MK 0100 es un avión de pasajeros bimotor a reacción, equipado con dos motores Rolls Royce Tay  650 turbofan, fabricado por la compañía neerlandesa Fokker entre 1986 y 1997, con la intención de reemplazar al Fokker F28, con el que comparte el diseño básico del fuselaje y de las alas. Su lanzamiento se anunció en noviembre de 1983, de manera conjunta con otro modelo, el turbohélice Fokker 50. El primer prototipo realizó su primer vuelo el 30 de noviembre de 1987, convirtiéndose en el mayor avión construido por el fabricante neerlandés.
El Fokker 100 es considerado por muchos el avión que dio su vida para ver nacer a los modernos Airbus. Su concepto de cockpit totalmente digital data de 1983 y se cristalizó en 1985 con el primer ejemplar. Por entonces, Airbus solo tenía el A300-600, avión considerado el inicio de la transición de cabina analógica a digital y, 4 años después sacaría el A320 de cabina totalmente digital. En 1985, el Fokker 100 ya contaba con tecnologías inimaginables para aquellos años  como un panel para labores de chequeo de mantenimiento totalmente digital llamado (AFCAS), usado para revisiones de sistemas de piloto automático, en el cual se podían conocer los errores acumulados por vuelo, permitiendo en tierra su comprobación, para chequear el buen funcionamiento de los sistemas de piloto automático.
Como dato curioso las diversas partes del Fokker 100 fueron ensambladas por las mismas fábricas que hoy proveen las partes para los aviones Airbus. Incluso, se llegaron a fabricar partes de los Fokker 100 y los Airbus paralelamente en las mismas plantas. Cuando Fokker cerró sus puertas, la producción de los ejemplares restantes fue tomada por Airbus por lo que varios F100 fueron ensamblados en Toulouse.
En 1993 se introdujo una versión más corta y con menor capacidad de pasajeros para reemplazar de manera directa al Fokker F28, que recibió la denominación Fokker 70. También se tenía prevista otra versión para más capacidad, denominada Fokker 130, y una versión carguera denominada Fokker 100QC que no llegaron a materializarse debido a la quiebra de la compañía en 1996.
Desde 1999 la empresa neerlandesa Rekkof Aircraft NV (que corresponde al nombre de Fokker leído inversamente) pretende reanudar la fabricación de los modelos Fokker 70 y Fokker 100, pero hasta el momento el proyecto no ha seguido adelante.

## Operadores
En febrero de 2013 permanecen en servicio 122 aeronaves Fokker 100 en distintas aerolíneas a lo largo del planeta:
 Alliance Airlines (25)
 Network Aviation (16)
 QantasLink (18)
 Virgin Australia Regional (10)
 Bek Air (9)
 Air Niugini (7)
 Iran Aseman Airlines (5)
 Karun Airlines (5)
 Skyward Express (3)
 Qeshm Air (3)
 Iran Air (3)
 Carpatair (3)
 Skippers Aviation (2)
 Kish Air (2)
 Air Panama (2)
 Pelita Air Service (2)
 Virgin Australia (1)
 Jetways Airlines (1)

### Antiguos operadores

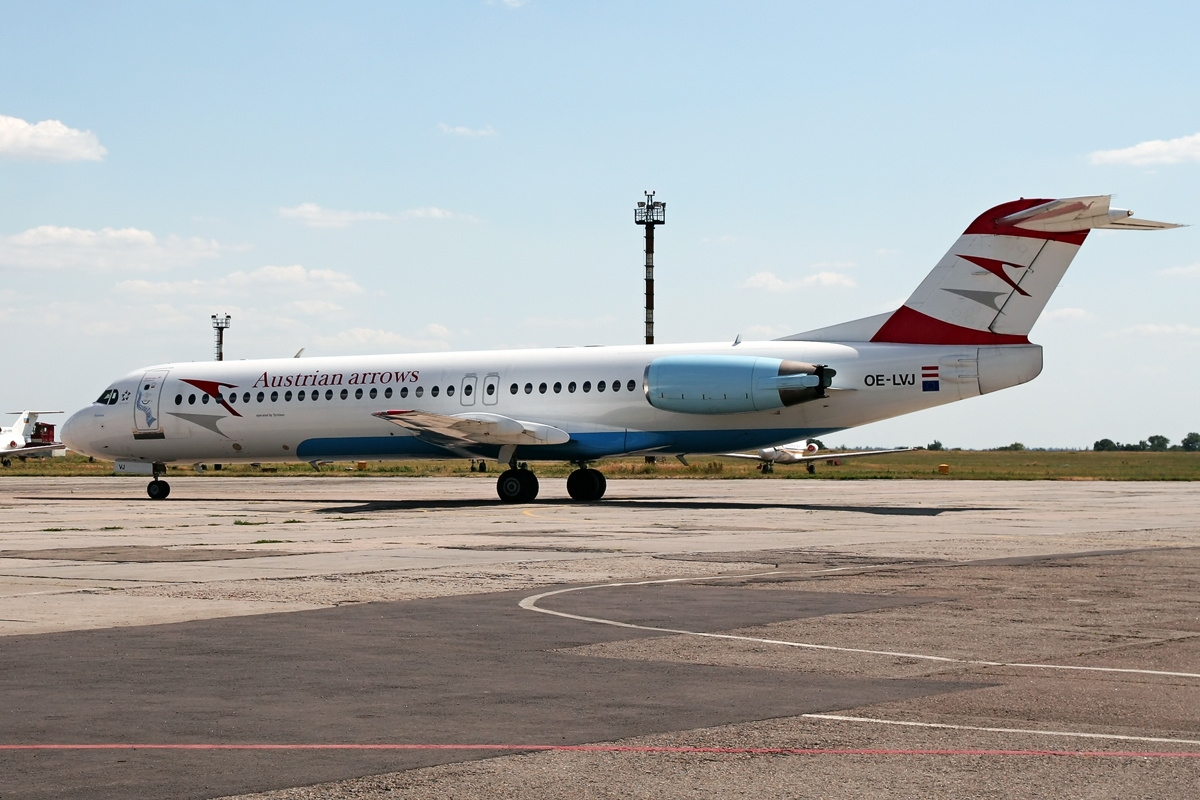
Austrian Arrows Fokker 100

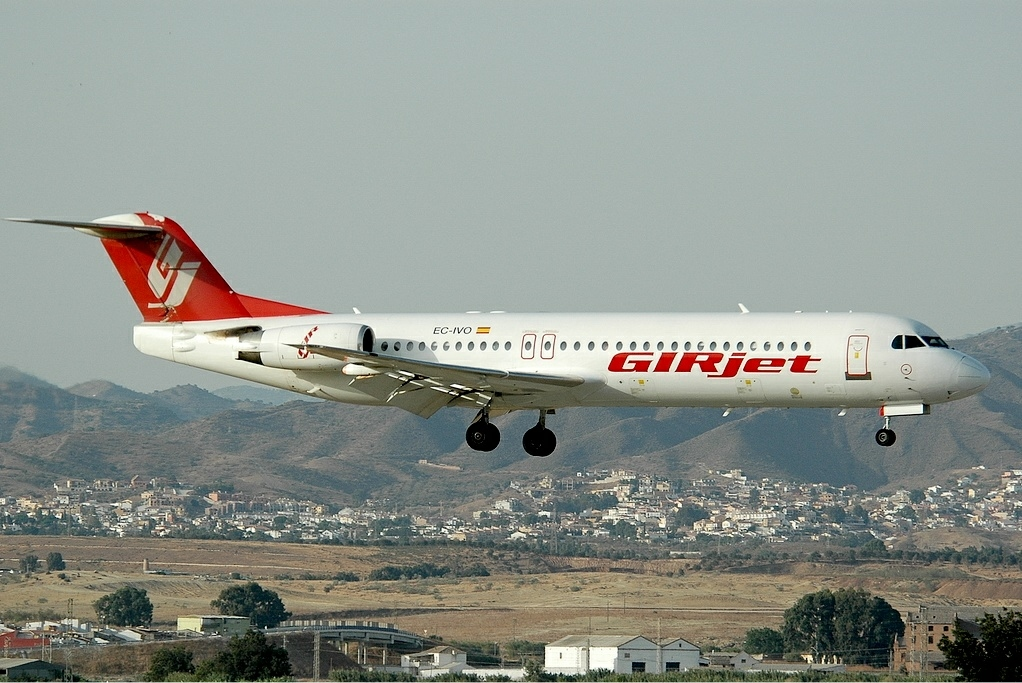
Fokker 100 de Girjet

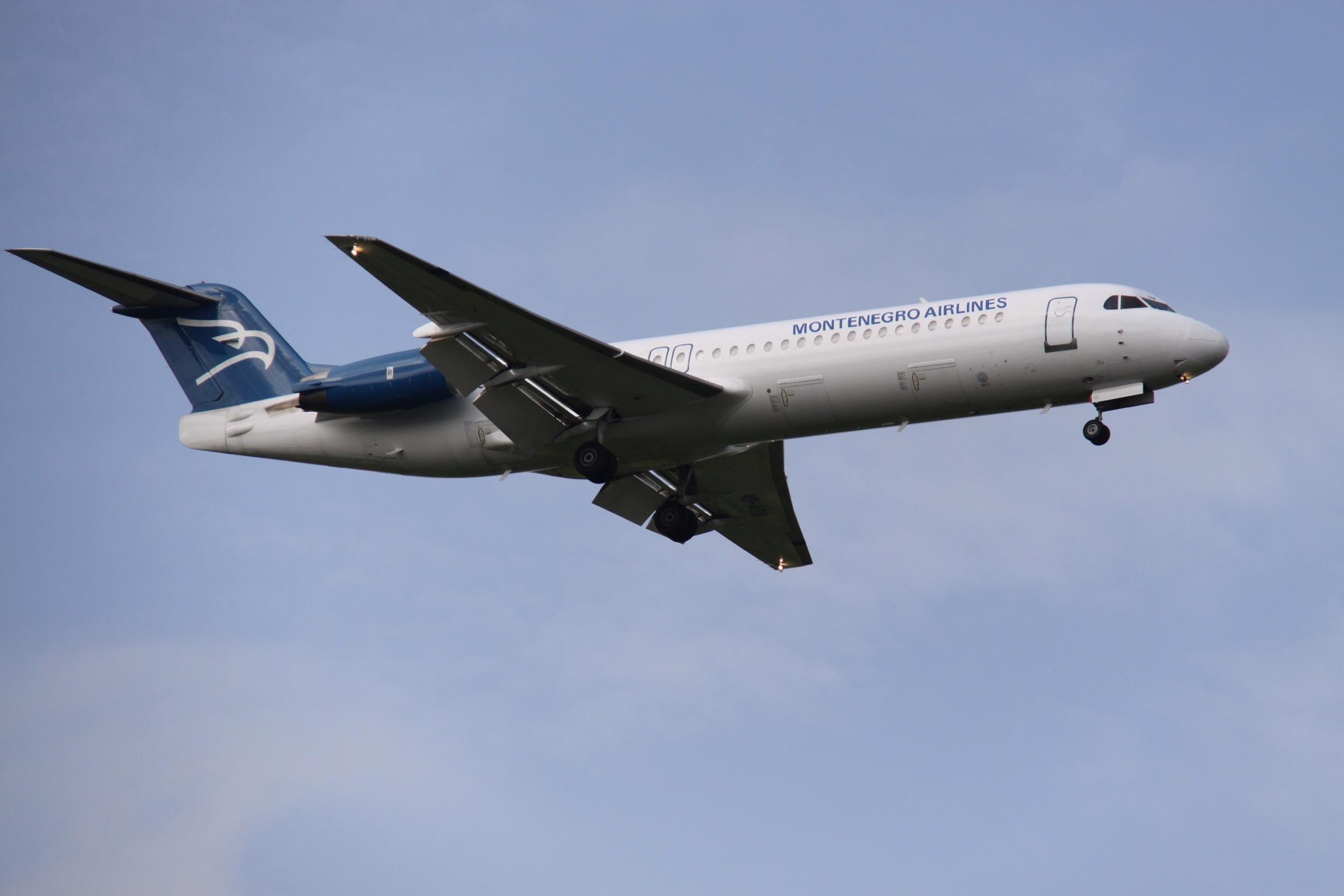
Fokker 100 de Montenegro Airlines en el aeropuerto de Gatwick

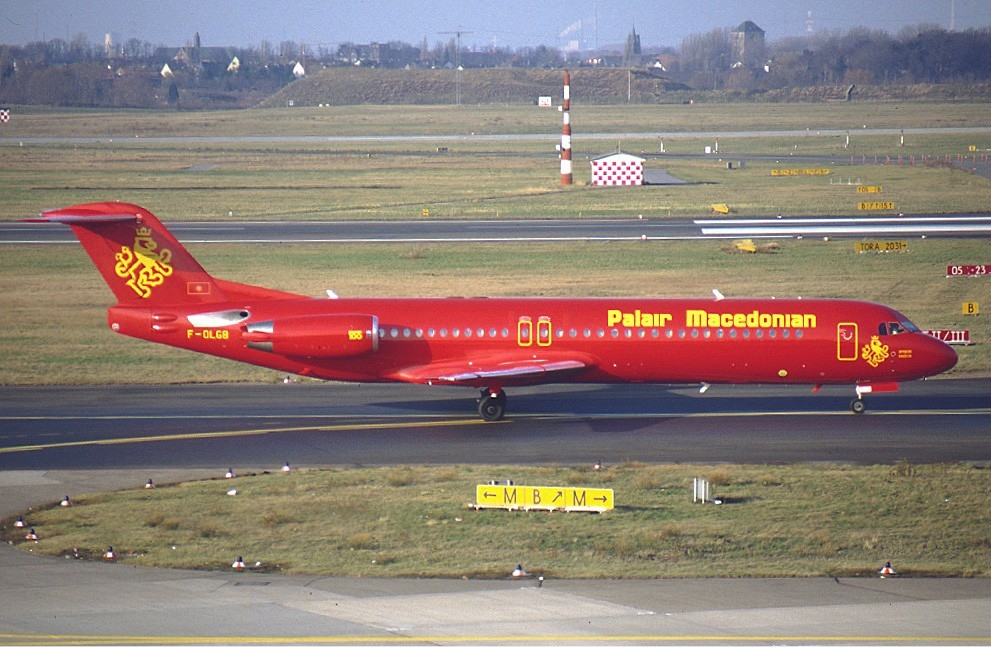
Fokker 100 de Palair en el aeropuerto de Dusseldorf

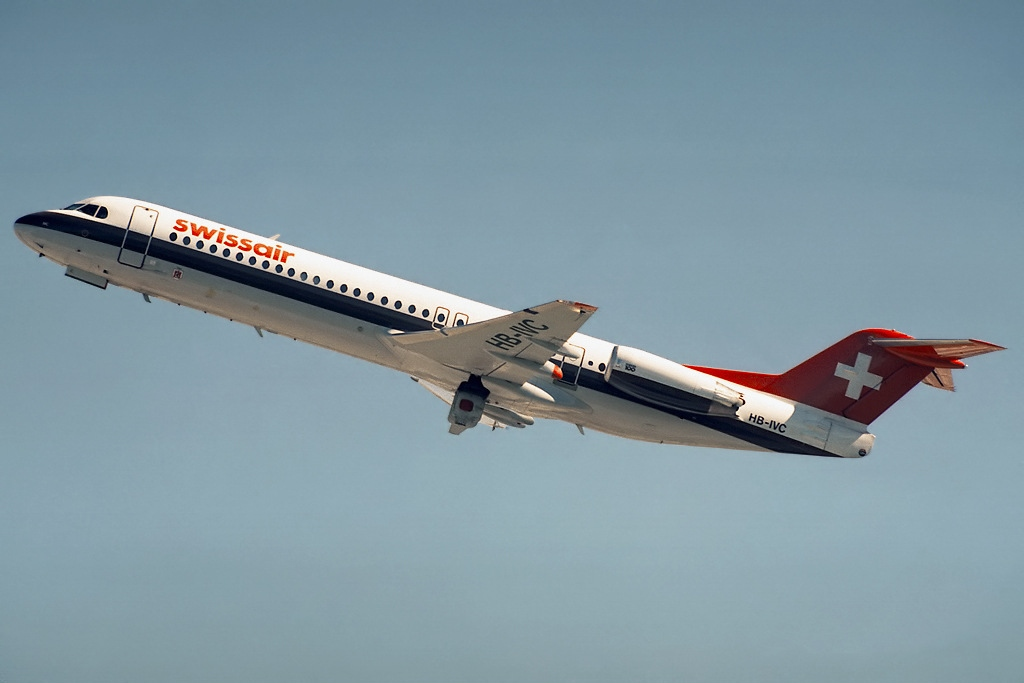
Fokker 100 de Swissair

#### África
Costa de Marfil
- Gobierno de Costa de Marfil (1)[18]

 Gabón
- Nouvelle Air Affaires Gabon (1)[19]
- Air Gabon (1)

 Nigeria
- IRS Airlines (6)

 República Democrática del Congo
- flyCAA (1)[20]

#### América
Brasil
- TAM (57)[21]
- Avianca Brasil (14)[22]

 Canadá
- Jetsgo (18)[23]
- Canadian North (2)[24]

 Colombia
- Avianca (15)[25]

 Estados Unidos
- American Airlines (75)[26]
- US Airways (40)[27]
- Midway Airlines (12)[28]

 México
- Mexicana Click (25)[29]
- Mexicana de Aviación (16)[30]
- Aviacsa (4)[31]

 Paraguay
- TAM - Transportes Aéreos del Mercosur (3)[32]

 Perú
- WayraPerú (4)[33]

 Uruguay
- Uair (2)[34]

#### Asia
Afganistán
- Kam Air (4)[35]

 Birmania
- Air Bagan (3)
- Myanmar Airways International (1)[36]

 Brunéi
- Royal Brunei Airlines (2)[37]

 China
- China Eastern Airlines (10)[38]

 Chipre
- Tus Airways (2)[39]

 Corea del Sur
- Korean Air (12)[40]

 Indonesia
- Pelita Air Service (6)[41]
- Merpati Nusantara Airlines (6)
- Transwisata Prima Aviation (2)
- Premiair (1)[42]

 Irán
- Iranian Air Transport (3)

 Mongolia
- Aero Mongolia (2)[43]

 República de China
- Mandarin Airlines (6)[44]

 Tailandia
- Bangkok Airways (1)[45]

#### Oceanía
Australia
- Skywest Airlines (Australia) (11)
- Flight West Airlines (3)

#### Europa
Alemania
- Germania (26)
- Air Berlin (14)
- OLT Express Germany (11)
- Avanti Air (3)[46]

 Austria
- Austrian Airlines (15)[47]
- Austrian Arrows (15)
- MJet (3)[48]

 Croacia
- Trade Air (2)[49]
- Croatia Airlines (1)[50]

 Eslovenia
- Adria Airways (1)[51]

 España
- Spanair(3)

- Girjet (9)

 Francia
- TAT European Airlines (21)
- Brit Air (14)
- Air France (13)[52]
- CCM Airlines (7)

 Grecia
- Air Greece (2)

 Países Bajos
- KLM Cityhopper (22)[53]
- KLM (6)[54]

 Irlanda
- EUjet (6)

 Italia
- Air Dolomiti (2)[55]
- Proteus Airlines (1)[56]

 Macedonia del Norte
- Palair Macedonian Airlines (3)

 Montenegro
- Montenegro Airlines (5)[57]

 Moldavia
- Moldavian Airlines (2)

 Portugal
- Portugalia Airlines (7)[58]

 Reino Unido
- British Midland (6)[59]
- British Airways (6)[60]

 Suiza
- Swissair (10)
- Helvetic Airways (9)[61]

NG Aircraft del grupo Rekkof Aircraft NV inicio la construcción del prototipo del XF-100 en la base de un antiguo Fokker 100.
Esto se hace con un préstamo del gobierno holandés. Además la búsqueda de un socio estratégico en Brasil para la fabricación de piezas. 
Los nuevos motores propuestos son los Rolls Royce BR725. Los prototipos se están terminando de desarrollar en Holanda. La planta de montaje se está instalando en una unidad industrial de la empresa en Anápolis, un municipio brasileño del estado de Goiás, Se prevé que la fabricación se realizará con partes hechas en todo el mundo. Muchos operadores desean un nuevo Fokker que se desempeñe mejor que los Embraer o los Bombardier Canadair Regional Jet (CRJ), debido a que estos aviones no pueden llevar mucha carga, no resulta rentable debido a esto Taca no volvió a comprar más aeronaves de embraer.[cita requerida]

## Características técnicas
- Motores:  2 Rolls Royce RB 183 Tay con empuje de  61,6 kN y hasta 67 kN en las últimas versiones de la aeronave.
- Capacidad: desde 85 hasta 118 pasajeros.
- Longitud: 35,53 m
- Envergadura: 28,08 m
- Altura: 8,50 m
- Velocidad máxima de vuelo: 845 km/h (525 mph, 456 kn)
- Alcance máximo: 4.300 km
- Peso del avión vacío: 24.272 kg
- Peso máximo en despegue: 43.390 kg
- Tripulación: 2 pilotos y 2 o 3 tripulantes de cabina.

## Accidentes notables
La siguiente tabla indica accidentes de aviones Fokker 100:
| Fecha y lugar                   | Operador         | Vuelo n° | Fallecidos |
| ------------------------------- | ---------------- | -------- | ---------- |
| 05-03-1993 (Skopie, Macedonia)  | Palair Macedonia | 301      | 83         |
| 31-10-1996 (São Paulo, Brasil)  | TAM              | 402      | 99         |
| 25-12-2012 (Heho, Myanmar)      | Air Bagan        | 11       | 2          |
| 27-12-2019 (Almatý, Kazajistán) | BeKair           | Z2100    | 12         |

### Desarrollos relacionados
- Fokker F28
- Fokker 70

### Aeronaves similares
- ACAC ARJ21
- Airbus A318
- Antonov An-158
- BAE 146
- Boeing 717
- Bombardier CRJ900 / CRJ1000
- Bombardier CSeries
- Embraer E-Jets
- Fairchild-Dornier 728
- Mitsubishi Regional Jet
- Sukhoi Superjet 100
- Tupolev Tu-334
- Yakovlev Yak-42D

### Listas relacionadas
- Anexo:Aviones de línea regionales
- Aviones de pasajeros de Fokker: F27 · F28 · 50 · 60 · 70 · 100